# Stefan I av Ungern
Stefan I den helige (ungerska István), född cirka 975 i Esztergom, död 15 augusti 1038 i Székesfehérvár, var furste av Ungern från 997 och kung av Ungern 1000-1038. Han var son till furst Géza och gift med Gisela av Bayern, syster till kejsar Henrik II.
Redan hans far Géza införde kristendomen i landet. Géza inbjöd även italienare, tjecker och tyskar till landet, vilka senare utgjorde grunden för den kungliga makten.

## Biografi

### Kampen om makten
När Géza dött var många län i Ungern i händerna på äldre, hedniska hövdingar. Stefan tvangs kämpa för sin makt över hela landet. Dessa hövdingar såg nämligen sina marker som sina egna och agerade i enlighet med det, det vill säga de förde krig, underlät att betala skatt och så vidare. Om inte Stefan hade vunnit så skulle Ungern förmodligen gå samma öde till mötes som det land ungrarna erövrat från hedningarna drygt hundra år tidigare.
År 998 vann Stefan över sin äldre brorson, Koppány, som var härskare över området Somogy och Zala (i södra Ungern). År 1003 vann Stefan Transsylvanien från Gyula, och mellan 1008 och 1028 ledde kungen ett krig mot Ajtony som var en härskare i östra Ungern.
År 1001 skickade påven Silvester II en krona till Stefan. Denna var tecknet på att den katolska kyrkan accepterade Ungern som en europeisk stat. Stefan etablerade den katolska kyrkoorganisationen i landet och införde så kallade biskopsstolar. Han etablerade även två av dem; en av dessa var belägen i Esztergom, där den fortfarande ligger. (Den andra var i Kalocsa.)

### Inrikespolitik
Stefan etablerade länssystemet, som användes under hela medeltiden. Länen i Ungern på denna tid kallades för "ispánság", vilka leddes av en så kallad ispán. Ungerska runor användes på ungerskt område innan Stefan beordrade att alla förkristna skrifter, med de ungerska runorna, skulle förstöras eftersom de ansågs hedniska.
Stefan ville stärka kyrkans makt genom en order om att bygga en kyrka i var tionde by.
Efter år 1000 och på 1030-talet utgav Stefan sina två lagböcker, med vilka han bland annat ville stärka den kungliga makten och säkra tronföljden.

### Utrikespolitik
År 1018 slöt Stefan fred med Polen.
Kungen bjöd in två folkgrupper, székelyerna och ryssarna, att bosätta sig längs landets östra gränser. Deras uppgift var att skydda Ungern från de förväntade hedniska invasionerna.
Efter Konrad II:s av Österrike död invaderade Stefan den västra delen av det Tysk-romerska Riket.

### Tronföljd
Stefan ville att hans son prins Imre skulle efterträda honom på tronen och skrev därför i "Libellus de institutione morum", att han betraktade den karolingiska förebilden som den rätta vägen att gå beträffande successionsordningen. Imre dog dock i en jaktolycka och Stefan efterträddes sedermera av Peter Orseolo år 1038.
År 1083 helgonförklarades Stefan av påven Gregorius VII.